# Gabor Szabo
Gábor Szabó (Budapest, 8 marzo 1936 – Budapest, 26 febbraio 1982) è stato un chitarrista ungherese apprezzato soprattutto per la sua capacità di fondere svariati stili musicali quali il jazz, il pop-rock e la musica tradizionale dell'Ungheria.

## Biografia
Gábor Szabó nacque a Budapest ed iniziò a suonare la chitarra all'età di 14 anni, affascinato dalla musica jazz. Nel 1956 lasciò l'Ungheria per recarsi negli Stati Uniti, dove frequenta la Berklee School of Music di Boston. Nel 1958 viene invitato al Newport Jazz Festival e dal 1961 al 1965 milita nel quintetto di Chico Hamilton.
Sul finire degli anni 60 fu il cofondatore della Skye Records assieme a Cal Tjader e Gary McFarland. Con questa etichetta inciderà anche vari album. Durante la sua carriera solista collabora con numerosi artisti tra i quali Paul Desmond, Lena Horne, Ron Carter e Bobby Womack. Da ricordare anche la sua Gypsy Queen, inserita dai Santana nell'album Abraxas del 1970, divenuta una vera e propria hit assieme a Black Magic Woman.
Nella sua musica sono riscontrabili anche numerosi elementi di musica folk Ungherese e del rock grazie all'utilizzo del feedback. Ma il suo stile caratteristico non venne mai accettato completamente dagli altri artisti jazz statunitensi. Un episodio da ricordare è quello accaduto nel 1977 durante un'esibizione al Catamaran Hotel di San Diego, dove Szabó si lamentò con il pubblico riguardo al successo di George Benson con la canzone Breezin. Affermò di aver registrato quest'ultima prima di Benson, che invece l'avrebbe soltanto copiata. La sua versione (composta da Bobby Womack), si trova nell'album High Contrast del 1971.
Morì a Budapest nel 1982 in seguito a numerose malattie ai reni e al fegato, durante una visita in patria.

## Discografia

### Album in studio
- 1966 - Gypsy '66 (Impulse! Records, A/AS-9105)
- 1966 - Simpático (Impulse! Records, A/AS-9122) (con Gary McFarland)
- 1966 - Spellbinder (Impulse! Records, A/AS-9123)
- 1967 - Jazz Raga (Impulse! Records, A/AS-9128)
- 1968 - Wind, Sky and Diamonds (Impulse! Records, A/AS-9151)
- 1968 - Light My Fire (ABC Impulse! Records, AS-9159)
- 1968 - Bacchanal (Skye Records, MK/SK-3)
- 1968 - Dreams (Skye Records, SK-7)
- 1969 - 1969 (Skye Records, SK-9)
- 1970 - Lena & Gabor (Skye Records, SK-15) (con Lena Horne)
- 1970 - Watch What Happens! (Buddah Records, 18-SK) riedizione di Lena & Gabor
- 1970 - Magical Connection (Blue Thumb Records, BTS-8823)
- 1971 - High Contrast (Blue Thumb Records, BTS-28) (con Bobby Womack)
- 1972 - Small World (Four Leaf Clover Records, EFG 7230) pubblicato in Svezia
- 1973 - Mizrab (CTI Records, 6026)
- 1974 - Rambler (CTI Records, 6035)
- 1974 - Skylark (CTI Records, CTI 6039) (con Paul Desmond)
- 1975 - Macho (Salvation Records, 704)
- 1976 - Nightflight (Mercury Records, SRM-1-1091)
- 1977 - Faces (Mercury Records, SRM-1-1141)
- 1978 - Belsta River (Four Leaf Clover Records, FLC 5030)
- 1981 - Gabor Szabo (Pepita Records, SLPR 707)

### Album dal vivo
- 1967 - The Sorcerer (Impulse! Records, A/AS-9146)
- 1969 - More Sorcery (Impulse! Records, AS-9167)
- 1974 - Live with Charles Lloyd (Blue Thumb Records, BTS 6014) (con Charles Lloyd)

### Raccolte o album postumi
- 1968 - The Best of Gabor Szabo (ABC Impulse! Records, AS-9173)
- 1969 - Exciting Jazz Guitar (Impulse! Records, SR 3020) pubblicazione giapponese
- 1970 - Blowin' Some Old Smoke (Buddah Records, 20-SK)
- 1971 - His Great Hits (ABC Impulse! Records, AS-9204)
- 1982 - Memorabilia (Impulse! Records, MCA-29065)
- 1990 - The Szabo Equation: Jazz/Mysticism/Exotica (MMS Classix Records, 903005 2)
- 2001 - In Stockholm (Four Leaf Clover Records, FLCCD 2001/2) raccolta su CD di Small World e Belsta River
- 2008 - In Budapest (Moiras Records, Moiras007CD)